# Комастри, Анджело
Анджело Комастри (итал. Angelo Comastri; род. 17 сентября 1943 года, Сорано, королевство Италия) — итальянский кардинал. Епископ Массы Мариттимы-Пьомбо с 25 июля 1990 по 3 марта 1994. Генеральный викарий государства-града Ватикан и председатель Фабрики Святого Петра с 5 февраля 2005 по 20 февраля 2020. Архипресвитер Папской Ватиканской базилики с 31 октября 2006 по 20 февраля 2020. Кардинал-дьякон с титулярной диаконией Сан-Сальваторе-ин-Лауро с 24 ноября 2007 по 19 мая 2018. Кардинал-священник с титулярной диаконией pro hac vice Сан-Сальваторе-ин-Лауро с 19 мая 2018.

## Образование
Он получил образование в семинарии Питильяно и Папском Латеранском Университете, где он получил лиценциат в богословии.

## Священник
Он был рукоположён в священника 11 марта 1967 года, в приходской церкви Сорано. Он служил вице-ректором младшей семинарии Питильяно и, в то же самое время, занимался пасторской работой в приходе Святого Квирико. Он прибыл в Рим и стал чиновником Священной Консисторской Конгрегации. Церковный директор Папской Младшей Римской Семинарии, Рим; и пасторская работа в римских тюрьмах. После возвращения в свою епархию в 1971 году назначен ректором семинарии в Питильяно.

## Епископ и кардинал
В 1990 году он был назначен епископом Массы Мариттимы-Пьомбо. В 1996 году он стал архиепископом и папским делегатом и прелатом территориальной прелатуры Лорето. В 2005 году он был назначен председателем Фабрики Святого Петра и генеральным викарием по той части Римского диоцеза, которая находится в пределах Ватикана. 31 октября 2006 года папа римский Бенедикт XVI сделал его архипресвитером Собора Святого Петра.
Комастри был включён в Коллегию кардиналов на консистории 24 ноября 2007 года, в соборе Святого Петра, став кардиналом-дьяконом с титулярной диаконией Сан-Сальваторе-ин-Лауро. 12 июня 2008 года в дополнение к своим главным обязанностям он был назначен Бенедиктом XVI как член конгрегаций в Римской курии. Этой конгрегация стала Конгрегация по Канонизации Святых.
Участник Конклава 2013 года.
19 мая 2018 года, возведён в сан кардинала-священника.
20 февраля 2020 года Папа Франциск принял отставку кардинала Комастри с постов генерального викария государства-града Ватикан, председателя Фабрики Святого Петра и архипресвитера Папской Ватиканской базилики.
17 сентября 2023 года кардиналу Комастри исполнилось восемьдесят лет и он потерял право на участие в Конклаве.

## Прогнозы
По мнению ряда исследователей кардинал Комастри расценивался как папабиль с серьёзными шансами стать вероятным преемником Бенедикта XVI, однако этого не произошло.

## Награды
Орден Св. Анны I степени, «За выдающийся вклад в сохранение христианского духовного и культурного наследия и гуманизма и во свидетельство особого нашего благоволения» (6 декабря 2010 года, вручён в Ватикане главой Российского императорского дома Марией Владимировной Романовой 15 декабря 2010 года).